# Kindu
Kindu (antiguamente Kindu Port-Empain) es una ciudad de la República Democrática del Congo, capital de la provincia de Maniema. Es uno de los puertos más importantes del río Lualaba y posee unos 200.000 habitantes aunque los datos pueden ser poco precisos, debido a la dificultad para realizar censos. La ciudad se encuentra ubicada cerca del centro geográfico del país, en las coordenadas 02°57′00″S 25°57′00″E / -2.95000, 25.95000, a 500 m s. n. m. La frontera con Burundi se halla a 370 km al oeste.

## Historia
La ciudad fue un importante centro de recopilación de materias primas procedentes del centro de África, tales como diamantes, oro y maderas nobles. La ciudad posee varios símbolos musulmanes fruto del paso de caravanas de traficantes de esclavos árabes, procedentes del norte de África y con destino a Zanzíbar.

## Infraestructura
La ciudad cuenta con una estación de ferrocarril que la comunica con la capital estatal. El puerto fluvial es un importante embarcadero comercial de artículos procedentes del noreste del país.

## Población
La ciudad tiene una población cercana a los 200.000 habitantes, aunque los datos censales son poco fiables. Hay una pequeña zona metropolitana donde se concentra parte de la población local, y el resto se halla desperdigada en pequeños poblados a los alrededores, a una distancia entre 2 y 20 km del centro.